# Volkssprache
Volkssprache nennt man die Sprache einer Bevölkerung überall dort, wo eine ältere Sprachform oder eine fremde Sprache in Religion, Wissenschaft oder auf der Bühne verwendet wird. Dies war und ist in vielen Kulturkreisen zeitweise der Fall.

## Zur Terminologie
Volkssprache wird teilweise sinnverwandt mit Landessprache, Muttersprache und Vernakularsprache verwendet. Der Begriff Volkssprache taucht vor allem dann auf, wenn die einheimische Sprache im Gegensatz zu einer Fremdsprache (vor allem als Sprache der Religion oder Wissenschaft) oder aber im Sinne von „niedere Sprachebene“ in Abgrenzung zu höheren Sprachebenen gesehen wird. So heißt es im Deutschen Wörterbuch:

„Sprache eines Volkes im Gegensatz zu den Sprachen anderer Völker; Sprache, Sprechweise, welche dem Volke fasslich ist … Nationalsprache und doch zugleich der Sprache der Bildung entgegengestellt. … Sprache des ungebildeten Volkes, auch geradezu für Mundart“

## Zur Rolle der Volkssprachen
Im mittleren und westlichen Europa stand den einzelnen Volkssprachen jahrhundertelang Latein als Liturgie- und Literatur-Sprache gegenüber. Zur Zeit Karls des Großen gewann das Deutsche als Volkssprache an Bedeutung für die Vermittlung des Glaubens. Diesem Ziel diente auch Martin Luthers deutsche Bibelübersetzung, die nicht auf einer einfachen Übernahme einer der Umgangssprachen beruhte. Es handelt sich bei dieser „Hinwendung zu den Volkssprachen“ um einen Trend, der in der frühen Neuzeit in ganz Europa zu beobachten ist. Die Volkssprache wird in diesem Zusammenhang auch als Vulgärsprache bezeichnet.
Volkssprache wird jedoch nicht nur im Gegensatz zur Sprache der Wissenschaft, dem Latein, gesehen. Betont wird auch, dass Volkssprache einen sozialen Aspekt ansprechen kann, wenn etwa für die Zeit um 1450 erklärt wird, dass in Halle das Niederdeutsche als Volkssprache und das Mitteldeutsche als Sprache der Gebildeten dient.
In Norddeutschland verlor die niederdeutsche Volkssprache über Generationen vor der hochdeutschen Gottesdienst-, Schrift- und Verkehrssprache an Boden. Ihre Bedeutung als Schriftsprache hat sie weitgehend verloren; sie existiert jedoch als Umgangssprache und Sprache der schönen Literatur weiter und wird auch in den regionalen Medien gepflegt. Stellmacher bezeichnete die Situation des Niederdeutschen 1990 mit „Zweitsprache“, die oft erst nach dem Hochdeutschen gelernt, aber noch vielfältig verwendet wird.

## Weitere Aspekte von Volkssprache
- Die alte norwegische Volkssprache wurde im 14. Jahrhundert nach der Vereinigung mit Dänemark, nur noch als Schrift- oder Gelehrtensprache verwendet und so fast gänzlich durch die Dänische Sprache verdrängt. Sie blieb nur als Umgangssprache der Landbevölkerung, gespalten in zahlreiche Dialekte, erhalten. Nach der Wiedererlangung der Unabhängigkeit wurde versucht die Volkssprache neu zu beleben.[8]
- Im Zeitalter des Hellenismus existierten neben der griechischen Koine viele Volkssprachen weiter.[9]
- In Indien haben sich die Volkssprachen vom heiligen Sanskrit weit entfernt. Als eine Art Vorstufe des Sanskrit, die den Charakter einer Volkssprache hat, wurde die in der indischen Literatur verwendete vedische Sprache angesehen, die sich durch größeren Formenreichtum und mehr Beweglichkeit im Satzbau auszeichnet.[10] Weitere indische Volkssprachen sind unter anderem das ostindische Bengali, das mittelindische Marathi oder das in Südindien vorkommende dravidische Tulu.
- Die arabische Schriftsprache wird nur in den Moscheen, für den Schriftverkehr und international verwendet. Sie unterscheidet sich deutlich von den verschiedenen Varianten der arabischen Volkssprachen.
- Einige altorientalischen Christen verwenden noch heute die (von Jesus von Nazaret gesprochene) aramäische Sprache für die Gottesdienste, während ihre Volkssprache heute Arabisch ist.
- Im nachkolonialen Afrika gelten weitgehend europäische Kultur- und Verkehrssprachen als Amtssprachen (Englisch, Französisch, Portugiesisch) neben und über den einheimischen Volkssprachen.